# Annelie Ehrhardt
Anneliese Ehrhardt, detta Annelie (Ohrsleben, 18 giugno 1950 – Magdeburgo, 22 ottobre 2024), è stata un'ostacolista tedesca.

## Biografia
Fu campionessa olimpica dei 100 metri ostacoli a Monaco di Baviera 1972. Nella stessa specialità divenne campionessa europea nel 1974 (con il record dei campionati in 12"66), dopo aver vinto un argento nel 1971.

## Palmarès
| Anno | Manifestazione  | Sede      | Evento   | Risultato  | Prestazione | Note                  |
| ---- | --------------- | --------- | -------- | ---------- | ----------- | --------------------- |
| 1971 | Europei         | Helsinki  | 100 m hs | Argento    | 13"00       |                       |
| 1972 | Europei indoor  | Grenoble  | 50 m hs  | Oro        | 6"85        |                       |
| 1972 | Giochi olimpici | Monaco    | 100 m hs | Oro        | 12"59       | Record mondiale       |
| 1973 | Europei indoor  | Rotterdam | 60 m hs  | Oro        | 8"02        |                       |
| 1974 | Europei         | Roma      | 100 m hs | Oro        | 12"66       | Record dei campionati |
| 1975 | Europei indoor  | Katowice  | 60 m hs  | Argento    | 8"12        |                       |
| 1976 | Giochi olimpici | Montréal  | 100 m hs | Semifinale | 13"28       |                       |

## Altre competizioni internazionali
1973
- Coppa Europa di atletica leggera ( Edimburgo)

1975
- Coppa Europa di atletica leggera ( Nizza)